# Pusztaberény megállóhely
Pusztaberény megállóhely egy Somogy vármegyei vasúti megállóhely Lengyeltóti településen, a MÁV üzemeltetésében. Külterületek közt helyezkedik el, a névadó Pusztaberény településrésztől körülbelül 750 méterre nyugatra; közúti elérését csak egy önkormányzati út biztosítja.

## Vasútvonalak
A megállóhelyet az alábbi vasútvonalak érintik:
- Kaposvár–Fonyód-vasútvonal

## Kapcsolódó állomások
A megállóhelyhez az alábbi állomások vannak a legközelebb:
- Fonyód vasútállomás (Kaposvár–Fonyód-vasútvonal)
- Lengyeltóti vasútállomás (Kaposvár–Fonyód-vasútvonal)

## Forgalom
| Járat        | Útvonal | Gyakoriság |
| ------------ | --- | ---------- |
| személyvonat | Fonyód – Pusztaberény – Lengyeltóti – Tatárvár – Öreglak – Somogyvár – Pamuk – Osztopán – Somogyjád – Várda – Kaposfüred – Kapostüskevár – Kaposvár | Napi 5 pár |